# Provincia della Nuova Biscaglia

Mappa del Vicereame della Nuova Spagna nel 1819 in cui è riportata la provincia della Nuova Biscaglia

La provincia della Nuova Biscaglia (in spagnolo Nueva Vizcaya) è stata una provincia del Vicereame della Nuova Spagna. Fu la prima situata nella parte settentrionale del vicereame ad essere esplorata e colonizzata dagli spagnoli. Il suo territorio corrisponde all'incirca agli Stati messicani di Chihuahua e Durango. La provincia venne istituita nel 1562 a seguito della conquista dei territori ad opera di Francisco de Ibarra che ne fu anche il primo governatore (1562 -1575). La capitale della provincia era posta in Victoria de Durango